# 伯爾納鄉
45°43′12″N 22°03′18″E / 45.72°N 22.055°E
伯爾納鄉（羅馬尼亞語：Comuna Bârna, Timiș），是羅馬尼亞的鄉份，位於該國西部，由蒂米什縣負責管轄，面積79平方公里，海拔高度180米，2002年人口1,583，人口密度每平方公里20人。